# ヴァイオリンソナタ第2番 (ブラームス)
ヴァイオリンソナタ第2番（ヴァイオリンソナタだいにばん）イ長調 作品100は、ヨハネス・ブラームスが1886年に作曲した室内楽作品。他作品に比べて明朗な響きで典雅な構成になっている。

## 概要
ヴァイオリンソナタ第1番の完成から7年を経た1886年の夏に、避暑地のトゥーン湖畔（スイス）で作曲・完成された。この時期のブラームスは多くの友人たちと親交を結び、同時にピアノ三重奏曲第3番やチェロソナタ第2番など多くの作品を生み出すなど、充実した生活を送っていた。そうした日々から生まれたのがヴァイオリンソナタ第2番である。この後に第3番が書かれているが、第2番とは対照的に暗い雰囲気が醸し出されている作品である。
初演は1886年の12月2日にウィーンでヨーゼフ・ヘルメスベルガーのヴァイオリン、ブラームス自身のピアノによって行われた。

## 構成
全3楽章で、演奏時間は約23分。

### 第1楽章
Allegro amabile　

4分の3拍子。イ長調。ソナタ形式。冒頭からピアノの主和音が流れ、ヴァイオリンがオブリガートを務める。主にピアノが主題を弾き、ヴァイオリンには補佐役を担わせていながら音色の美しさを印象づけている。第1主題が重厚なイ長調（C#－G#－A）の和声であり、ピアニスティックな表現であるが、第2主題は属調であるホ長調の主和音G#-H-Eが素材となっている。いずれも優雅でロマン派作家としての特徴が現れている。第1楽章の冒頭の主題について、ブラームスの生前よりリヒャルト・ワーグナーの「ニュルンベルクのマイスタージンガー」の懸賞の歌との類似性が指摘されていたが、ブラームスは「馬鹿にはそう見えるんだろう」とコメントしている。

### 第2楽章 アンダンテ・トランクィロ - ヴィヴァーチェ
Andante tranquillo - Vivace

4分の2拍子。ヘ長調。ロンド形式。冒頭ではピアノ右手とヴァイオリンとが対位法的に主題を表す。この穏やかな曲想はその後2回再現されるときにはニ長調で現れる。vivaceでは4分の3拍子。ニ短調。同様に対位法的処理がされている。前楽章・後楽章とも落ち着いた歌唱風なのでこの楽章はやや律動的に処理している。

### 第3楽章 アレグレット・グラツィオーソ
Allegretto grazioso (quasi Andante)

2分の2拍子。イ長調。ロンド形式。三連符と8分音符、6連符の減七の和音を組み合わせてリズムが単調にならない配慮をしている。コーダはヴァイオリンの重音で締めくくっている。

## 参考資料
- 『作曲家名曲解説ライブラリー7 ブラームス』
- ブラームス:『ヴァイオリンソナタ全集』（チョン・キョン＝ファ,ペーター・フランクル,EMI）のブックレット